# Peter Gunn (téléfilm)
Ne doit pas être confondu avec Peter Gunn ou Peter Gunn, détective spécial.
Pour plus de détails, voir Fiche technique et Distribution.
Peter Gunn est un téléfilm américain réalisé par Blake Edwards, sorti en 1989 et produit par New World Television. Il s'agit d'un téléfilm pilote réalisé dans le but de relancer la série télévisée Peter Gunn initialement diffusée entre le 22 septembre 1958 et le 18 septembre 1961 sur le réseau NBC, projet qui ne connaîtra pas de suite.

## Synopsis
Le détective Peter Gunn (Peter Strauss) enquête sur la mort du frère d'un ami. Son enquête dérange à la fois la police et les truands locaux, ce qui lui attire plusieurs ennuis, sans lui donner envie de renoncer à découvrir la vérité.

## Fiche technique
- Titre : Peter Gunn
- Titre original : Peter Gunn
- Réalisation : Blake Edwards
- Assistant réalisateur : David C. Anderson, Barbara M. Ravis
- Scénario : Blake Edwards
- Direction artistique : Richard Y. Haman
- Décorateur de plateau : Greg J. Grande
- Costumes : Nolan Miller (en)
- Photographie : Arthur R. Botham
- Montage : Robert Pergament
- Musique : Henry Mancini
- Production : Tony Adams (en), Michael Dinner, Blake Edwards
- Société de production : New World Television, The Blake Edwards Company
- Pays d'origine : États-Unis
- Langue : anglais
- Genre : Film policier
- Durée : 90 minutes
- Sortie :  États-Unis : 23 avril 1989

## Distribution
- Peter Strauss : Peter Gunn
- Peter Jurasik : Lieutenant Jacoby
- Jennifer Edwards : Maggie
- Barbara Williams : Edie
- Charles Cioffi : Tony Amatti
- Richard Portnow : Spiros
- Debra Stipe : Sheila
- David Rappaport : Speck
- Leo Rossi : Détective Russo
- Tony Longo : Sergent Holstead

## Autour du film
- Blake Edwards réalise entre 1958 et 1961 la série télévisée policière Peter Gunn. Il tourne ensuite en 1967 le film Peter Gunn, détective spécial (Gunn). Ce téléfilm est la troisième œuvre à mettre en scène ce personnage.